# Capsus
Capsus is een geslacht van wantsen uit de familie blindwantsen. Het geslacht werd voor het eerst wetenschappelijk beschreven door Fabricius in 1803.

## Soorten
Het genus bevat de volgende soorten:

- Capsus annulicornis Herrich-Schaeffer, 1835
- Capsus ater (Linnaeus, 1758)
- Capsus aurulentus (Schilling, 1837)
- Capsus capitatus Herrich-Schaeffer, 1835
- Capsus ceratophyllon O. Costa, 1834
- Capsus cinctus (Kolenati, 1845)
- Capsus coxalis Mulsant and Rey, 1852
- Capsus darsius Distant, 1904
- Capsus gibbicollis Herrich-Schaeffer, 1835
- Capsus intaminatus Walker, 1873
- Capsus lacus S. Scudder, 1890
- Capsus marginicollis Walker, 1873
- Capsus obsolefactus S. Scudder, 1890
- Capsus pallescens Herrich-Schaeffer, 1835
- Capsus palustris Kulik, 1977
- Capsus pegasus Distant, 1904
- Capsus peregrinus Herrich-Schaeffer, 1835
- Capsus pilifer Remane, 1950
- Capsus punctipes Mulsant and Rey, 1852
- Capsus semiclusus Walker, 1873
- Capsus subirroratus Walker, 1873
- Capsus tristis Scholtz, 1847
- Capsus wagneri Remane, 1950
- Capsus waltlii Herrich-Schaeffer, 1835